# Екпе Јудо
Екпе Јудо (енгл. Ekpedeme Friday "Ekpe" Udoh; Едмонд, Оклахома, 20. мај 1987) је амерички кошаркаш. Игра на позицијама крилног центра и центра.

## Биографија
Син је нигеријских исељеника Сема и Елис. У сезони 2007/08. био најбољи блокер Биг тен конференције, тада у дресу универзитета Мичиген, а током колеџ каријере још је носио и дрес Бејлора.
На НБА драфт се пријавио 2010. и изабран је као шести пик од стране Голден Стејт вориорса. Прве две сезоне је провео у Голден Стејту, потом је играо и за Милвоки баксе и Лос Анђелес клиперсе. На укупно 270 мечева као НБА професионалац је остварио просеке од 4,0 поена, 3,2 скокова и 1,2 блокаде за 17 минута.
У јулу 2015. је потписао једногодишњи уговор са Фенербахчеом. Са Фенером је у првој сезони освојио титулу првака Турске као и национални Куп. Клуб је стигао до финала Евролиге где је поражен од московског ЦСКА. Јудо је у Евролиги бележио просечно 12,6 поена уз 5,1 скокова што му је донело место у другој постави идеалног тима Евролиге. Након добре сезоне, продужио је уговор са турским тимом.  У другој сезони са клубом је освојио Евролигу. Добио је награду за најкориснијег играча Фајнал фора Евролиге, а уврштен је и у идеални тим такмичења. Поред овога, Јудо је са Фенером у другој сезони освојио још једну титулу првака државе као и турски Суперкуп.
У јулу 2017. се вратио у НБА и потписао за Јуту џез. Две сезоне је провео у Јути након чега је играо у Кини за Пекинг даксе. У јулу 2021. је потписао за Виртус Болоњу.

## Успеси

### Клупски
- Фенербахче:
  - Евролига (1): 2016/17.
  - Првенство Турске (2): 2015/16, 2016/17.
  - Куп Турске (1): 2016.
  - Суперкуп Турске (1): 2016.
- Виртус Болоња:
  - Суперкуп Италије (1): 2021.

### Појединачни
- Најкориснији играч Фајнал фора Евролиге (1): 2016/17.
- Идеални тим Евролиге - прва постава (1): 2016/17.
- Идеални тим Евролиге - друга постава (1): 2015/16.
- Најкориснији играч месеца Евролиге (1): 2015/16. (1)
- Најкориснији играч кола Евролиге (2): 2015/16. (2)